# Roland Mikler
Roland Mikler (Dunaújváros, 20 de septiembre de 1984) es un jugador de balonmano húngaro que juega de portero en el Pick Szeged. Es internacional con la Selección de balonmano de Hungría.
En 2005 ganó la medalla de bronce en el Campeonato Mundial de Balonmano Masculino Junior de 2005.

## Palmarés

### Pick Szeged
- Copa EHF (1): 2014
- Liga húngara de balonmano (2): 2021, 2022

### Veszprém
- Liga húngara de balonmano (4): 2015, 2016, 2017, 2019
- Copa de Hungría de balonmano (4): 2015, 2016, 2017, 2018
- Liga SEHA (2): 2015, 2016

## Clubes
- Dunaferr SE (2001-2010)
- Kalocsai KC (2005-2006) (cedido)
- SC Pick Szeged (2010-2014)
- MKB Veszprém (2014-2019)
- Pick Szeged (2019- )